# محوطه سد حسنلو
محوطه سد حسنلو مربوط به عصر برنز - هزاره اول قبل از میلاد است و در شهرستان نقده، بخش محمدیار، دهستان حسنلو، ۶ کیلومتری شمال روستای شیخ احمد واقع شده و این اثر در تاریخ ۷ خرداد ۱۳۸۷ با شمارهٔ ثبت ۲۲۸۶۳ به‌عنوان یکی از آثار ملی ایران به ثبت رسیده است.